# Petrus Beukers
Petrus Bernardus Beukers  (Amsterdam, 9 oktober 1899 - Schaijk, 12 april 1981) was een Nederlands zeiler.
Samen met Arnoud van der Biesen won Beukers op de Olympische Zomerspelen in 1920 een zilveren medaille in de 12 voets jol.